# Heteropsontus
Genre
Heteropsontus est un genre d’insectes archaeognates de la famille des Machilidae.

## Liste d'espèces
Selon ITIS (6 avril 2019) :
- Heteropsontus americanus (Silvestri, 1911)